# Plantacja drzew szybkorosnących
Plantacja drzew szybkorosnących – specjalna uprawa, w której wysadzono sadzonki szybko rosnącego gatunku drzew aby w skróconym cyklu produkcyjnym (do 60 lat) uzyskać dużą ilość surowca drzewnego, najczęściej dla potrzeb przemysłu opartego na fizykochemicznym przerobie drewna. Celem produkcji w takich plantacjach może być również drewno tartaczne (z przeznaczeniem na tarcicę), łuszczarskie (sklejka, okleina) lub opałowe.
Skrócenie cyklu produkcyjnego plantacji uzyskuje się przez:
- uprawianie drzew wyróżniających się dużą produkcją masy dobrej jakości w młodym wieku,
- stworzenie uprawianym drzewom optymalnych warunków rozwoju przez zapewnienie im właściwych warunków siedliskowych i optymalnej przestrzeni życiowej (więźby) oraz prowadzenie dostosowanej do siedliska i gatunku drzewa intensywnej uprawy gleby i odpowiedniego nawożenia.

Różnice między plantacjami a tradycyjnie prowadzonymi drzewostanami mogą być rozpatrywane w trzech aspektach:
- spełnianych przez te obiekty funkcji,
- doboru uprawianych roślin (selekcji),
- intensywności zabiegów pielęgnacyjnych.

Drzewostan (las) pełniący funkcje produkcyjne, ochronne, społeczne powinien przede wszystkim odznaczać się trwałością (zgodnie z zapisem Ustawy o Lasach). Natomiast plantacja jest obiektem jednofunkcyjnym, nastawionym na jak największą produkcję określonego surowca drzewnego i krótkotrwałe użytkowanie.
Pojęcie plantacji odnosi się wyłącznie do uprawy odmian i klonów drzew wyselekcjonowanych w obrębie gatunków szybko rosnących.
W plantacjach zaleca się stosowanie intensywnych zabiegów pielęgnacyjnych i agrotechnicznych o daleko posuniętym schematyzmie.
Do zakładania plantacji można używać tylko sadzonek z nasion drzew doborowych lub wyłączonych drzewostanów nasiennych oraz sadzonek ze zrzezów wyselekcjonowanych odmian, wyróżniających się dużym przyrostem. Do sadzenia należy używać starszych sadzonek najlepszej jakości. W leśnictwie można się spotkać z:
- plantacjami (drzew szybko rosnących) czyli powierzchniami zakładanymi z wegetatywnie rozmnażanych uprawnych odmian drzew. W Polsce odmiany takie stosowane są z powodzeniem dla topoli i wierzby,
- uprawy plantacyjne (drzew szybko rosnących) dla leśnych gatunków szybko rosnących używa się potomstwa generatywnego (z nasion) wybranych populacji.

W zależności od celu i cyklu produkcyjnego plantacje można zakładać w więźbach luźnych (nastawione na produkcję grubych sortymentów) bądź też bardzo gęstych (produkujące masę drzewną w postaci prętów - „mini rotation" lub  "short-rotation"). W plantacjach "mini rotation" w gęstej więźbie sadzi się gatunki drzew o dużej zdolności odroślowej (wybrane klony topoli, wierzby, olszy i in.), a następnie specjalnym kombajnem ścina pręty co 1-5 lat.
W Polsce w skali gospodarczej zakładane były do niedawna jedynie produkujące grube sortymenty plantacje topoli oraz plantacyjne uprawy kilku sprawdzonych na powierzchniach doświadczalnych Instytut Badawczy Leśnictwa gatunków leśnych drzew szybko rosnących, dla których opracowano szczegółowe zasady uprawy. W plantacjach topolowych cykl produkcyjny drewna wynosi 25-40 lat, a w plantacyjnych uprawach leśnych drzew szybko rosnących 40-60 lat. Plantacje topolowe wymagają żyźniejszych gleb oraz intensywniejszych zabiegów pielęgnacyjnych i agrotechnicznych niż plantacyjne uprawy leśnych drzew szybko rosnących.
W plantacyjnych uprawach szybko rosnących drzew leśnych wyróżnia się gatunki podstawowe i towarzyszące. Drzewa gatunków podstawowych są głównym celem uprawy plantacyjnej, produkują właściwy użytek i muszą odznaczać się szybkim wzrostem w młodym wieku. Gatunki towarzyszące -w zależności od potrzeby – pełnią rolę pielęgnującą w stosunku do drzew podstawowych, rolę międzyplonów lub rolę fitomelioracyjną, – nie muszą odznaczać się szybkim przyrostem. Powinny natomiast mieć walory fitomelioracyjne i być na tyle cienioznośne, aby mogły wzrastać również pod okapem drzew podstawowych. Gatunki towarzyszące łagodzą ujemne oddziaływanie monokultur plantacyjnych na środowisko, przy zbyt dużym zagęszczeniu mogą jednak hamować wzrost gatunków podstawowych.
Leśne zagospodarowanie gruntów porzuconych przez rolnictwo, szczególnie przy uwzględnieniu aspektu ekonomicznego może dotyczyć np.:
- zakładania plantacji leśnych gatunków szybko rosnących, dających wysoką produkcję drewna na potrzeby przemysłu płytowego (wiórowe i pilśniowe) i celulozowo-papierniczego oraz na cele energetyczne.
- zakładania upraw plantacyjnych drzew o dużej sile odrostowej (topola, wierzba), umożliwiającej intensywne ich użytkowanie.

Jeśli chodzi o pierwszy z wymienionych kierunków, to może być tu spotykana przede wszystkim uprawa modrzewia na gruncie porolnym odpowiadającym siedlisku boru mieszanego świeżego oraz uprawa modrzewia w zmieszaniu ze świerkiem lub brzozy w zmieszaniu ze świerkiem i daglezji na gruncie porolnym odpowiadającym siedlisku lasu mieszanego świeżego względnie lasu świeżego. Plantacje modrzewia, brzozy czy daglezji rosnące na optymalnych stanowiskach mogą dawać produkcję masy drzewnej w cyklu 40-50-letnim wyrażającą się przeciętnym rocznym przyrostem grubizny od 10 do 15 m³ z 1 ha. Jeszcze bardziej intensywnym kierunkiem zagospodarowania gruntów porolnych jest uprawa określonych gatunków drzewiastych, charakteryzujących się wyjątkowo dużą zdolnością dawania odrośli. Na uprawach takich jest stosowana bardzo zagęszczona więźba. Na 1 ha wprowadza się 3,5–40 tys. sztuk roślin. Okres użytkowania takiej plantacji wynosi 10-30 lat, a nawroty cięć 1-5 lat. Drzewa osiągają wysokość 3–8 m i pierśnicę do 10 cm. Przeciętna roczna produkcja powietrznie suchej masy – w zależności od warunków klimatycznych i uprawianych odmian – wynosi 7–25 t/ha, co odpowiada przyrostowi masy drzewnej 20-70 m³ rocznie. Wyrosłe w takich plantacjach pręty są ścinane mechanicznie i rozdrabniane na zrębki. Kierunek ten został zapoczątkowany w latach 70. przez USA i Kanadę.

## Literatura
- Ryszard Sobczak, O przywracaniu lasów na grunty porolne w Polsce, Sylwan, 1996 Nr 5
- Mała Encyklopedia Leśna, PWN, Warszawa 1991,
- Andrzej Załęski, Plantacyjna uprawa drzew szybko rosnących, Poradnik leśniczego, ŚWIAT 1991,
- Sławomir Hejmanowski, Plantacyjna uprawa drzew, SGGW, Warszawa 1989
- Lester R. Brown, Eko-ekonomia: tworzenie ekonomii dla Ziemi, Earth Policy Institute, 2001, Wydanie polskie Książka i Wiedza, 2003. Rozdział 8 str.193
- Andrzej Jermaczek, Paweł Pawlaczyk, Natura 2000 u progu – ochrona elementów europejskiego dziedzictwa przyrodniczego w Polsce, WWF, Zasada 10,

oraz:
- Wojciech Fonder, Kierunki leśnego zagospodarowania gruntów porolnych i nieużytków przeznaczonych do zalesienia – plantacje drzew szybko rosnących. W zbiorze: Las -Drewno – Ekologia '93. Wielkopolska Fundacja Naukowa T. Perkitnego, Poznań, 1993
- K. Zajączkowski, A. Załęski, Możliwości produkcyjne drzew szybkorosnących w plantacyjnej uprawie na gruntach porolnych. W zbiorze: Las -Drewno – Ekologia '93. Wielkopolska Fundacja Naukowa T. Perkitnego, Poznań, 1993.
- Strona amerykańskiego projektu naukowego, propagującego specjalne odmiany drzew jako ekologiczne paliwo dla energetyki.